# ویلنیوس
ویلنیوس (به لیتوانیایی: Vilnius) پایتخت و بزرگترین شهر کشور لیتوانی است. این شهر در طول تاریخ و در زبان‌های متفاوت با نام‌های متفاوتی شناخته شده‌است. معروف‌ترین نام غیر لیتوانیایی لهستانی: Wilno, بلاروسی: Вiльнюс, Вiльня، آلمانی: Wilna, لتونیایی: Viļņa, به ییدیش: ווילנע (Vilne) است.
این شهر ۵۶۰٬۱۹۰ نفر جمعیت دارد.
ویلنیوس یک مرکز شهر تاریخی دارد و یکی از قدیمی‌ترین دانشگاه‌های این بخش از اروپا در این شهر قرار دارد. ویلنیوس در سال ۲۰۰۹ به همراه لینتس پایتخت فرهنگی اروپا شد. ویلنیوس را اورشلیم شمال، و آتن لیتوانی نیز لقب داده‌اند. نام این شهر از نام رودخانهٔ ویلنیا گرفته شده‌است.

## تاریخچه
رومانس باتورا تاریخ‌شناس این شهر را با نام وروتا یکی از پادشاهان لیتوانی که در سال ۱۲۵۳ میلادی در قلعه مینداگاس تاجگذاری کرد نام می‌برد.
در دوران پادشاهی ویتنیس شهر از سکونتگاه تجاری به وجود آمد و اولین کلیسا کاتولیک فرانسیسی در آن ساخته شد.
نام شهر برای نخستین بار در نامه دوک بزرگ گدیمیناس به یهودیان ساکن در شهرهای آلمان شد و همین‌طور به پاپ ژان بیست و دوم برای دعوت به اقامت در این شهر نام برده. این نامه ابهام‌ها را در مورد پایتخت بودن ویلینیوس در آن زمان را بر طرف می‌کند. قلعه قدیمی تراکای اولین محل اقامت دوک بزرگ لیتوانی بود.
بر پایه افسانه‌ها گدیمیناس در خواب گرگ آهنینی دید که در بالای تپه‌ای زوزه می‌کشد و سردسته کفار (غیر مسیحی‌ها) برای وی چنین تعبیر خواب کردند که:
گرگ آهنین مجموعه قلعه ولنیوس و شهری را که به وسیله گدیمسناس در آن محل تأسیس خواهد شد را نشان می‌دهد و شهر پایتخت لیتوانی خواهد شد و انعکاس این عمل در دنیا دیده خواهد شد.
محل پیشنهادی دارای جایگاه خاصی بود از جمله در مرکز لیتوانی و در محل تقاطع دو رودخانه قابل کشتیرانی قرار داشت و همچنین به وسیله جنگل و آب احاطه شده بود که نفوذ دشمن را سخت می‌کرد. قلمرو دوک مورد هجوم پادشاه تئوتونیک بود.

## آب و هوا
آب و هوای ویلینیوس مرطوب قاره‌ای هست و دمای هوای این شهر از سال ۱۷۷۷ ثبت گردیده‌است. میانگین سالانه دما ۶٫۱ است و همچنین متوسط دما در ماه ژانویه -۴٫۹ و در ژوئیه ۱۷ درجه سانتیگراد گزارش شده‌است. میزان متوسط سالانه بارش ۶۶۱ میلی‌متر است.
در تابستان دما به ۳۰ درجه سانتیگراد می‌رسد و تفریحات شبانه شهر ویلنیوس و کافه‌تریاها و بارها و رستوران‌ها در این زمان از سال بسیار مورد استقبال مردم هستند.
زمستان بسیار سرد در ماه‌های فوریه و ژانویه به دمای منفی ۲۵ درجه سانتیگراد می‌رسد.
رودخانه ویلینیا و دریاچه‌های اطراف آن در زمستان یخ می‌زنند و همچنین در این زمان ماهیگیری در یخ بسیار مورد استقبال است. مردم با سوراخ کردن یخ‌ها و قرار دادن قلاب‌های ماهیگیری در آب به ماهیگیری می‌پردازند.
| داده‌های اقلیم ویلنیوس، لیتوانی    | داده‌های اقلیم ویلنیوس، لیتوانی | داده‌های اقلیم ویلنیوس، لیتوانی | داده‌های اقلیم ویلنیوس، لیتوانی | داده‌های اقلیم ویلنیوس، لیتوانی | داده‌های اقلیم ویلنیوس، لیتوانی | داده‌های اقلیم ویلنیوس، لیتوانی | داده‌های اقلیم ویلنیوس، لیتوانی | داده‌های اقلیم ویلنیوس، لیتوانی | داده‌های اقلیم ویلنیوس، لیتوانی | داده‌های اقلیم ویلنیوس، لیتوانی | داده‌های اقلیم ویلنیوس، لیتوانی | داده‌های اقلیم ویلنیوس، لیتوانی | داده‌های اقلیم ویلنیوس، لیتوانی |
| ماه                               | ژانویه                         | فوریه                          | مارس                           | آوریل                          | مه                             | ژوئن                           | ژوئیه                          | اوت                            | سپتامبر                        | اکتبر                          | نوامبر                         | دسامبر                         | سال                            |
| --------------------------------- | ------------------------------ | ------------------------------ | ------------------------------ | ------------------------------ | ------------------------------ | ------------------------------ | ------------------------------ | ------------------------------ | ------------------------------ | ------------------------------ | ------------------------------ | ------------------------------ | ------------------------------ |
| میانگین بیش‌ترین °C (°F)           | −۳٫۵ (۲۵٫۷)                    | −۱٫۷ (۲۸٫۹)                    | ۳٫۳ (۳۷٫۹)                     | ۱۰٫۷ (۵۱٫۳)                    | ۱۸٫۲ (۶۴٫۸)                    | ۲۱٫۱ (۷۰)                      | ۲۲٫۱ (۷۱٫۸)                    | ۲۱٫۶ (۷۰٫۹)                    | ۱۶٫۴ (۶۱٫۵)                    | ۱۰٫۲ (۵۰٫۴)                    | ۳٫۵ (۳۸٫۳)                     | −۰٫۵ (۳۱٫۱)                    | ۱۰٫۱ (۵۰٫۲)                    |
| میانگین کم‌ترین °C (°F)            | −۸٫۷ (۱۶٫۳)                    | −۷٫۶ (۱۸٫۳)                    | −۳٫۸ (۲۵٫۲)                    | ۱٫۶ (۳۴٫۹)                     | ۷٫۵ (۴۵٫۵)                     | ۱۰٫۸ (۵۱٫۴)                    | ۱۲٫۳ (۵۴٫۱)                    | ۱۱٫۵ (۵۲٫۷)                    | ۷٫۷ (۴۵٫۹)                     | ۳٫۴ (۳۸٫۱)                     | −۰٫۹ (۳۰٫۴)                    | −۵٫۲ (۲۲٫۶)                    | ۳٫۴ (۳۶٫۴)                     |
| بارندگی میلی‌متر (اینچ)            | ۴۱ (۱٫۶۱)                      | ۳۸ (۱٫۴۹)                      | ۳۹ (۱٫۵۳)                      | ۴۶ (۱٫۸۱)                      | ۶۲ (۲٫۴۴)                      | ۷۷ (۳٫۰۳)                      | ۷۸ (۳٫۰۷)                      | ۷۲ (۲٫۸۳)                      | ۶۵ (۲٫۵۶)                      | ۵۳ (۲٫۰۹)                      | ۵۷ (۲٫۲۴)                      | ۵۵ (۲٫۱۷)                      | ۶۸۳ (۲۶٫۹)                     |
| میانگین روزانه ساعت‌های تابش آفتاب | ۳۶                             | ۷۱                             | ۱۱۷                            | ۱۶۴                            | ۲۴۱                            | ۲۳۱                            | ۲۱۹                            | ۲۱۷                            | ۱۴۰                            | ۹۴                             | ۳۳                             | ۲۵                             | ۱٬۵۸۸                          |
| [ نیازمند منبع ]                  |                                |                                |                                |                                |                                |                                |                                |                                |                                |                                |                                |                                |                                |

## آمار مردم
بر پایه نخستین سرشماری امپراتوری روسیه که در سال ۱۸۹۷ انجام شد شهر ویلینیوس ۱۵۴٫۵ هزار نفر جمعیت داشت. که ۶۱٫۸۴۷ درصد جمعیت آن را یهودیان و ۴۷٫۷۹۵ درصد آن‌ها را لهستانی‌ها تشکیل می‌دادند.
گروه‌های دیگر شامل روس‌ها و بلاروس‌هاو اوکراینی‌ها که ۳۷٫۹۹۲ نفر از جمعیت را تشکیل می‌دادند و ۳٫۱۳۱ نفر لیتوانی‌ها و ۲٫۱۷۰ نفر آلمانی‌ها و ۷۷۲ نفر تاتارها تشکیل می‌دادند.
بر اساس سرشماری سال ۲۰۰۱ جمعیت این شهر ۵۴۲٫۲۸۷ نفر بود که ۵۷٫۸ درصد آن را لیتوانی‌ها و ۱۸٫۷ درصد لهستانی‌ها و ۱۴ درصد روس‌ها و ۴ درصد بلاروس‌ها و ۱٫۳ درصد اوکراینی‌ها و ۰٫۵ درصد یهودیان تشکیل می‌دهند و باقی‌مانده قومیت‌های دیگر هستند.

### روند رشد جمعیت
جمعیت ویلینیوس طی سال‌های ۱۷۹۶ تا ۲۰۱۰
| ۱۷۹۶   | ۱۸۱۱   | ۱۸۱۸   | ۱۸۵۹   | ۱۸۷۵   | ۱۸۹۷    | ۱۹۰۹    | ۱۹۱۶    | ۱۹۱۹    | ۱۹۲۳    | ۱۹۳۱    | ۱۹۳۹    | ۱۹۴۱   |
| ------ | ------ | ------ | ------ | ------ | ------- | ------- | ------- | ------- | ------- | ------- | ------- | ------ |
| ۱۷ ۵۰۰ | ۵۶ ۳۰۰ | ۳۳ ۶۰۰ | ۵۸ ۲۰۰ | ۸۲ ۷۰۰ | ۱۵۴ ۵۰۰ | ۲۰۵ ۲۰۰ | ۱۴۰ ۸۰۰ | ۱۲۸ ۵۰۰ | ۱۶۷ ۴۰۰ | ۱۹۵ ۱۰۰ | ۲۰۹ ۴۰۰ | ۲۷۰۰۰۰ |

| ۱۹۴۴   | ۱۹۵۹    | ۱۹۷۰    | ۱۹۷۹   | ۱۹۸۵    | ۱۹۸۹    | ۲۰۰۱    | ۲۰۰۳    | ۲۰۰۴    | ۲۰۰۶    | ۲۰۰۷    | ۲۰۰۸    | ۲۰۰۹    | ۲۰۱۰    |
| ------ | ------- | ------- | ------ | ------- | ------- | ------- | ------- | ------- | ------- | ------- | ------- | ------- | ------- |
| ۱۱۰۰۰۰ | ۲۳۶ ۱۰۰ | ۳۷۲ ۱۰۰ | ۴۸۱۰۰۰ | ۵۴۴ ۴۰۰ | ۵۷۶ ۷۰۰ | ۵۴۲ ۳۰۰ | ۵۵۲ ۸۰۰ | ۵۴۱ ۱۸۰ | ۵۴۱ ۸۲۴ | ۵۴۲ ۷۸۲ | ۵۴۴ ۲۰۶ | ۵۴۶ ۷۳۳ | ۵۶۰ ۲۰۰ |

## دانشگاه‌ها
شهر دارای دانشگاه‌های بسیاری است که بزرگترین و قدیمی‌ترین آن‌ها دانشگاه ویلینیوس با ۲۳۰۰۰ دانشجو است از دانشگاه‌های دیگر از جمله میکولوس رومریس با ۱۹۰۰۰ دانشجو و دانشگاه فنی گدیمیناس با ۱۳۵۰۰ دانشجو و دانشگاه تربیت مدرس ویلینیوس با ۱۲۵۰۰ دانشجو نام برد.

## دیدنی‌ها

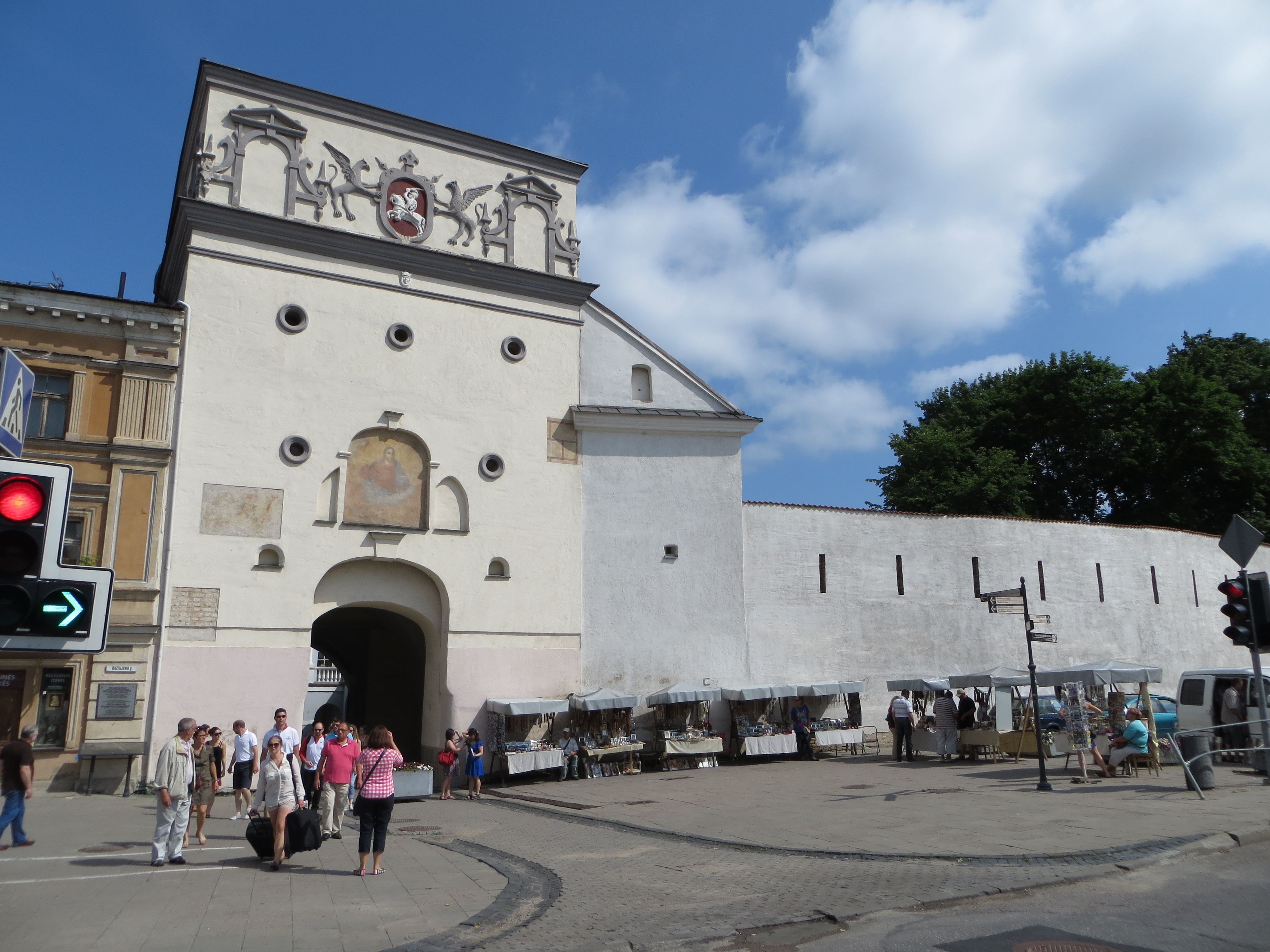
دیوار شهر در اطراف بخش‌های جنوبی شهر قدیمی ویلنیوس و تنها دروازه باقی‌مانده آن، یعنی «دروازه سپیده‌دم» قابل مشاهده است. سایر دروازه‌ها در اواخر قرن هجدهم به دستور دولت روسیه ویران شدند. احتمالاً این دروازه نام خود را از آن گرفته که نور خورشید صبحگاهی هنگام طلوع از میان آن می‌تابیده است.

### پارک‌ها
تقریبا نیمی از ویلنیوس توسط مناطق سبز مانند پارک‌ها، باغ‌های عمومی، ذخایر طبیعی پوشیده شده است. علاوه بر این، ویلنیوس میزبان دریاچه‌های متعددی است که ساکنان و بازدیدکنندگان در آن در تابستان شنا می‌کنند و کباب می‌کنند. ۳۰ دریاچه و ۱۶ رودخانه ۲٫۱ درصد از مساحت ویلنیوس را پوشش می‌دهند که برخی از آنها دارای سواحل شنی هستند.
پارک وینگیس، بزرگترین پارک شهر، میزبان چندین راهپیمایی بزرگ در طول حرکت لیتوانی به سوی استقلال در دهه ۱۹۸۰ بود. بخش‌هایی از ماراتن سالانه ویلنیوس از گذرگاه‌های عمومی در کرانه‌های رودخانهٔ نریس عبور می‌کنند. منطقه سبز در کنار پل سفید یکی دیگر از مناطق محبوب برای لذت بردن از آب و هوای خوب است و به محلی برای برگزاری چندین رویداد موسیقی و اکران بزرگ تبدیل شده است.

## شهرهای خواهرخوانده
- آلماتی، قزاقستان
- آستانه، قزاقستان
- بروکسل، بلژیک
- بوداپست، مجارستان
- شیکاگو، ایالات متحده آمریکا
- کیف، اوکراین